# Oda Mikio

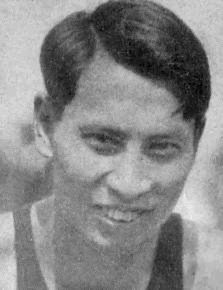
Oda Mikio

Oda Mikio (japanisch 織田 幹雄; * 30. März 1905 im heutigen Kaita, Landkreis Aki, Präfektur Hiroshima; † 2. Dezember 1998 in Kamakura, Präfektur Kanagawa) war ein japanischer Leichtathlet und der erste Olympiasieger in einem Einzelwettbewerb aus einem asiatischen Land.

## Sportliche Laufbahn
Oda nahm erstmals an Olympischen Spielen 1924 in Paris teil. Im Hochsprung konnte er mit 1,80 m genauso wenig das Finale erreichen wie im Weitsprung mit 6,83 m. Im Dreisprung wurde er mit 14,35 m Sechster.
Bei den Olympischen Spielen 1928 in Amsterdam trat er in vier Wettbewerben an. Im Hochsprung wurde er Siebter mit 1,88 m. Im Weitsprung erreichte er mit 7,11 m nicht das Finale. Im Dreisprung gewann er mit 15,21 m Gold, vier Zentimeter vor dem zweitplatzierten US-Amerikaner Levi Casey. Auf den Plätzen 3 und 4 lagen mit Vilho Tuulos und Chūhei Nambu die Olympiasieger von 1920 und von 1932. Zum Abschluss der Spiele schied Oda mit der japanischen 4-mal-100-Meter-Staffel im Vorlauf aus.
1930 wurde Oda im Weitsprung Studentenweltmeister. Am 27. Oktober 1931 sprang er im Dreisprung Weltrekord mit 15,58 m. Am gleichen Tag sprang Chūhei Nambu mit 7,98 m Weltrekord im Weitsprung. Diese beiden Weltrekorde waren die ersten Leichtathletik-Weltrekorde, die von Asiaten aufgestellt wurden. Bei den Olympischen Spielen 1932 in Los Angeles wurde Oda verletzungsbedingt mit 13,97 m nur Zwölfter im Dreisprung, während Nambu diesen Wettbewerb gewann.
Insgesamt stellte Oda 21 Asienrekorde im Hochsprung, Weitsprung, Dreisprung und Zehnkampf auf und gewann sieben Titel bei den Far Eastern Games.
Oda war 1,67 m groß und wog in seiner aktiven Zeit 65 kg. Er wurde 1988 zum Bunka Kōrōsha, zur Person mit besonderen kulturellen Verdiensten, ernannt.

## Weitere Karriere
Mikio Oda schloss ein Studium an der Waseda-Universität ab und wurde dort später selber Professor, nachdem er zunächst als Sportjournalist für die Asahi Shimbun tätig war. Von 1952 bis 1964 war Oda Trainer des japanischen Olympiateams. Er war Ehrenpräsident des japanischen Leichtathletikverbandes JAAF, Council-Mitglied des Weltleichtathletikverbandes IAAF und Gründungsmitglied der Statistikervereinigung ATFS. Bei den Olympischen Spielen 1964 in Tokio wurde ihm zu Ehren die olympische Flagge in einer Höhe von 15,21 m aufgehängt.
Im Jahr 2000 wurde von Experten der Asiatischen Leichtathletik innerhalb der ATFS eine Rangliste der asiatischen Athleten des 20. Jahrhunderts aufgestellt. Oda lag hier auf Platz 1 vor Chūhei Nambu und dem taiwanesischen Zehnkämpfer Yang Chuan-Kwang.

## Bestleistungen
- Hochsprung: 1,92 m
- Weitsprung: 7,52 m
- Dreisprung: 15,58 m